# Exposició canina

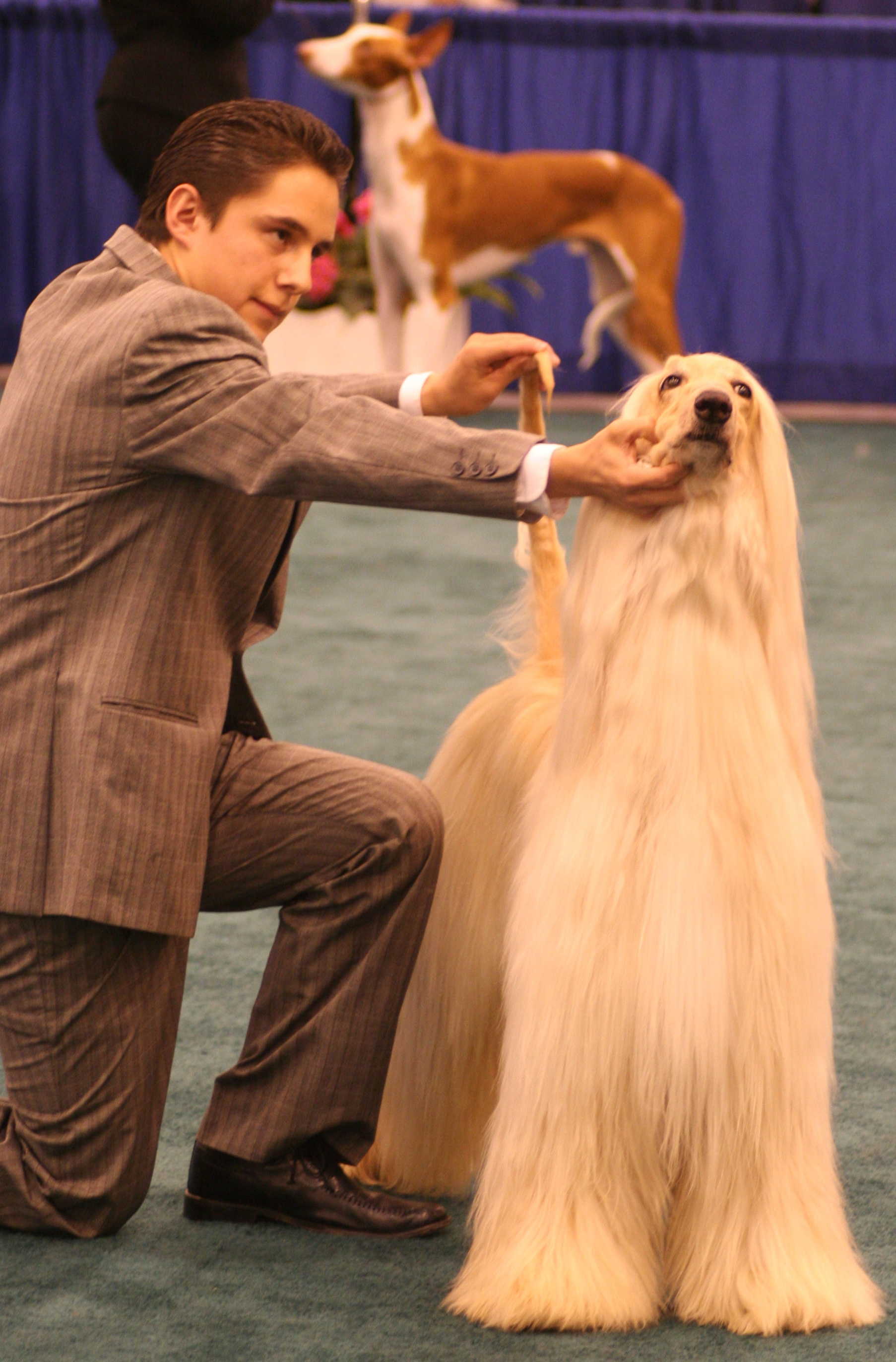
Un exemplar de llebrer afganès

Una exposició canina és un concurs on jutges familiaritzats amb diferents  races avaluen la qualitat i com està conformat un gos en comparació amb l'estàndard de la raça. Les exposicions canines es duen a terme típicament sota els auspicis d'una associació o club nacional de registres canins. En els nivells més alts hi ha el campionat de totes les races que té classes separades per a la majoria de castes. També hi ha exposicions per a una raça o grup específic organitzades generalment pel club o associació respectiu i es coneixen com a exposicions d'especialitat o monogràfiques. La primera exposició canina va ser duta a terme a Newcastle upon Tyne (Anglaterra) l'any 1859.

## Avaluació
Els jutges canins tracten d'identificar aquells gossos que s'enquadren millor dins dels estàndards publicats per a cada raça. Això pot ser molt retador, pel fet que moltes avaluacions seran necessàriament subjectives. Per exemple, què significa exactament "cap allargat" o "actitud alegre", descripcions que es poden trobar en els estàndards de raça.
Estrictament parlant, una exposició canina no consisteix en una exacta comparació entre un gos i un altre, sinó una comparació de cada gos amb un paradigma d'exemplar ideal que té el jutge amb base en l'estàndard de la raça, que conté els atributs d'una determinada raça i el llistat de punts de conformitat. Basat en això, un gos és col·locat en millor lloc que un altre en l'escalafó. Els jutges que avaluen totes les races han de tenir per això, coneixements vasts i l'habilitat (o no) de l'ésser humà de retenir tots aquests detalls mentals per a centenars de races, a més de mantenir la seva objectivitat fins i tot sobre preferències personals. Això és matèria d'intens debat, ja que el món dels gossos de pura raça pot ser tan viciat com qualsevol altre àmbit, podent existir favoritismes, nepotismes i fins i tot dopatge.

## El Guanyador
Els gossos competeixen en una exposició canina per acumular punts amb vista a obtenir el títol de Gos campió. Cada vegada que un gos guanya en alguna instància de l'exposició, acumula punts pel campionat. El nombre de punts que acumula varia de conformitat al nivell o instància en què es troba l'exposició, del nombre de gossos que competeixen i de si l'exposició és llarga o curta. També, el nombre de punts necessaris per assolir un títol de campió varia de país en país i d'associació en associació.

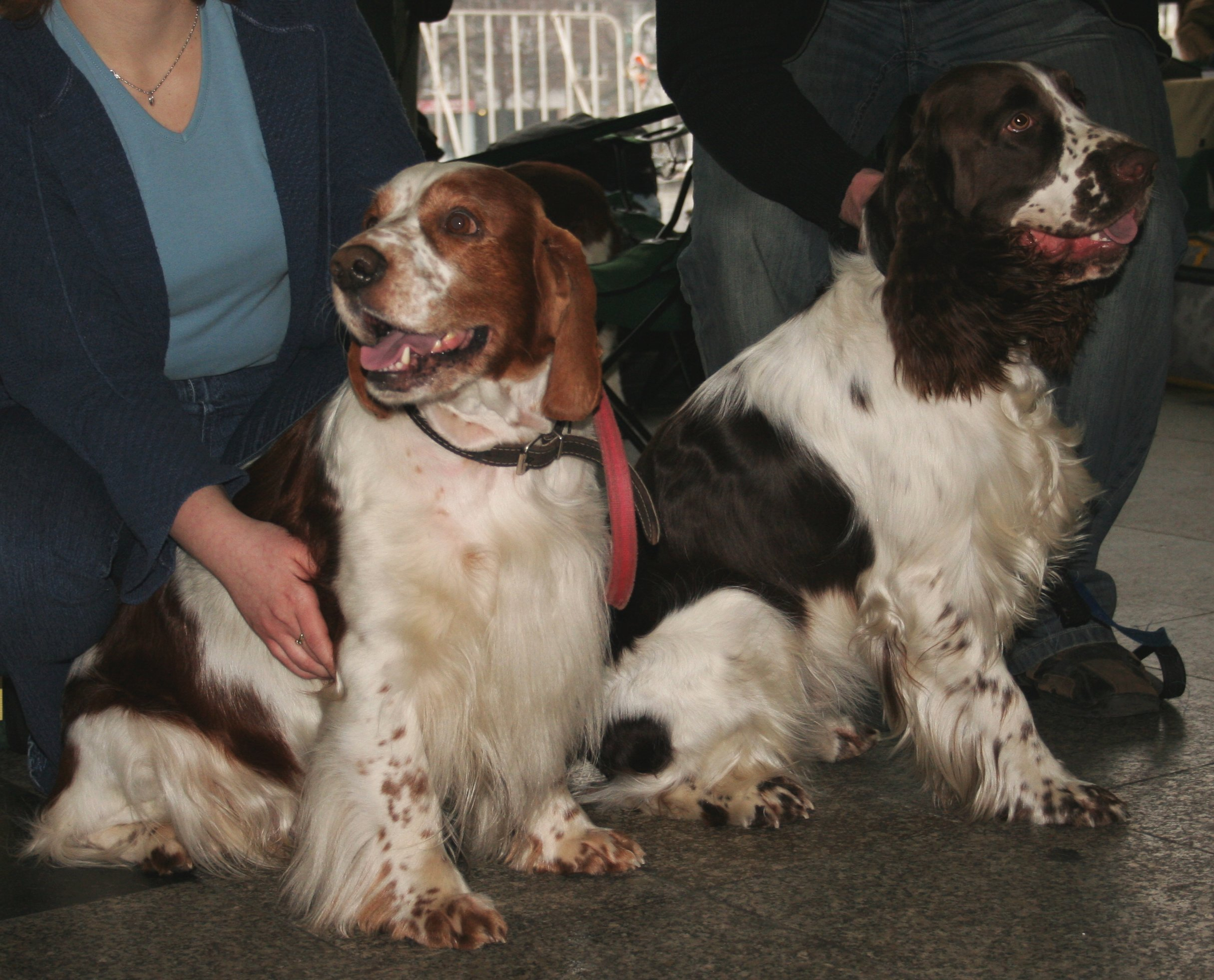
Gossos d'Exposició.

Els gossos competeixen de forma jeràrquica en cada competència, en la qual els guanyadors d'instàncies inferiors són gradualment combinats amb altres guanyadors, estrenyent cada vegada la competència fins al punt en què s'escull al Millor Exemplar d'Exposició. En les instàncies inferiors es divideixen als gossos per raça i en cada raça es divideixen per gènere i edat. Els mascles es jutgen abans que les femelles.

## Exposicions prestigioses
Les exposicions canines tenen lloc durant tot l'any en diverses localitats. Algunes són locals i petites, mentre que altres són grans, siguin nacionals o internacionals. Algunes exposicions són tan grans que limiten la seva entrada a gossos que ja hagin guanyat algun campionat. Per això, guanyar un ""Millor de la Raça"" o un ""Millor de l'Exposició"" pot elevar la categoria i reputació del gos, del criador i del club o associació d'origen i això podria veure's reflectit en un increment en els preus dels cadells de la seva respectiva propietat. També incrementa la seva popularitat, ja que molta gent decidirà que desitgen un gos de la mateixa raça i "just com el que vaig veure guanyant l'exposició" (la qual cosa porta generalment a una reproducció irresponsable i en massa de la raça per part de criadors sense ètica que troben en la popularitat de la raça una oportunitat per a lucrar-se).
Probablement les dues millors, més grans i prestigioses exposicions anuals són el Westminster Kennel Club Dog Show dels Estats Units i Crufts del Regne Unit.